# Yitzhak Shamir
Yitzhak Shamir (hebreiska: יִצְחָק שָׁמִיר), ursprungligen Icchak Jaziernicki, född 15 oktober 1915 i Ruzjany, Kejsardömet Ryssland (nuvarande Ruzjany i Vitryssland), död 30 juni 2012 i Tel Aviv i Israel, var en israelisk politiker (Likud) som var Israels premiärminister 1983–1984 och 1986–1992. Dessförinnan var han medlem i terrororganisationen Sternligan och var involverad i mordet på Folke Bernadotte.